# ويليام إم. كالاغان
ويليام إم. كالاغان (بالإنجليزية: William M. Callaghan)‏ هو ضابط أمريكي، ولد في 8 أغسطس 1897، وتوفي في 8 يوليو 1991 في بيثيسدا في الولايات المتحدة.